# 134146 Pronoybiswas
134146 Pronoybiswas è un asteroide della fascia principale. Scoperto nel 2005, presenta un'orbita caratterizzata da un semiasse maggiore pari a 3,0697154 UA e da un'eccentricità di 0,0713852, inclinata di 12,97138° rispetto all'eclittica.